# Pieni Kortesaari (ö i Kymmenedalen)
Pieni Kortesaari är en ö i Finland. Den ligger i sjön Musta-Ruhmas och i kommunen Kouvola i den ekonomiska regionen  Kouvola ekonomiska region  och landskapet Kymmenedalen, i den södra delen av landet, 130 km nordost om huvudstaden Helsingfors. Öns area är 1,2 hektar och dess största längd är 150 meter i nord-sydlig riktning.